# 사사키 쇼 (축구 선수)
사사키 쇼(일본어: 佐々木 翔, 1989년 10월 2일 ~ )는 일본의 축구 선수로 현재 J1리그의 산프레체 히로시마에서 수비수로 활약 중이며 산프레체 히로시마의 주장직을 맡고 있다.

## 구단 경력
그는 2012년부터 J리그의 방포레 고후, 산프레체 히로시마에서 뛰었다.

## 국가대표팀 경력
그는 2018년 9월 11일 코스타리카과의 경기에서 일본 국가대표팀에 데뷔했다. 2019년 AFC 아시안컵에 출전, 준우승. 2019년과 2022년 EAFF E-1 풋볼 챔피언십에도 출전. 2022년 대회 대한민국와의 경기에서는 득점을 넣어서 3-0 승, 일본이 우승을 달성하는데 크게 기여하였다. 그는 2022년까지 국제 A매치 통산 15경기에 출전, 2득점을 넣었다.

## 통계
| 일본 | 일본 | 일본 |
| 연도 | 출전 | 득점 |
| ---- | ---- | ---- |
| 2018 | 3    | 0    |
| 2019 | 6    | 0    |
| 2020 | 0    | 0    |
| 2021 | 4    | 1    |
| 2022 | 2    | 1    |
| 통산 | 15   | 2    |